# Jigawa
Jigawa er en delstat i det nordlige Nigeria, grænsende til Niger i nord. Området var frem til 1991 en del af delstaten Kano men dannede derefter sin egen delstat. Jigawa havde næsten 4,4 millioner indbyggere ved folketællingen 2006, hvoraf de fleste tilhører hausa- og fulanifolkene. Jigawas hovedstad er Dutse men den største by er byen Hadejia med 110.761 indbyggere (2005).

## Geografi
Jigawa består hovedsageligt af savannelandskab. Floden Hadejia løber fra sydvest mod Tchadsøen mod nordøst. 
Jigawa grænser mod nord til republikken Niger, mod nordvest til delstaten Katsina, mod nordøst til delstaten Yobe, mod syd og øst til delstaten Bauchi og mod vest til delstaten Kano.

### Forvaltning
Jigawa er inddelt i 27 Local Government Areas med navnene: Auyo, Babura, Biriniwa, Birnin-Kudu, Buji, Dutse, Gagarawa, Garki, Gumel, Guri, Gwaram, Gwiwa, Hadejia, Jahun, Kafin-Hausa, Kazaure, Kiri-Kasama, Kiyawa, Kuagama, Maigatari, Malam-Maduri, Miga, Ringim, Roni, Sule-Tankakar, Taura og Yankwashi.

## Erhvervsliv
I delstaten avles jordnødder, durra, ærter, hirse og ris. Derudover er der et stort husdyrhold med kvæg, geder og får.
Fra undergrunden udvindes kaolin, turmalin, ametyst, mergelsteine, potaske, jernmalm, kobber, guld, hvid kvarts, og antimon.

## Jigawas guvernører siden 1991
- Olayinka Sule, 1991-92
- Ali Sa'ad Birnin-Kudu, 1992-93
- Col. Ibrahim Aliyu, 1993-96
- Lt. Col. Rasheed Shekoni, 1996-98
- Abubakar Maimalari, 1998-99
- Alhaji Ibrahim Saminu Turaki, 1999-2007
- Sule Lamido, 2007-

## Eksterne kilder og henvisninger
1. ↑  2006 Population and Housing Census (Webside ikke længere tilgængelig)

- Om Jigava på Store Norske Leksikon

12°30′N 9°30′Ø / 12.500°N 9.500°Ø